# 西溪村古建筑群
西溪村古建筑群，位于中国广东省东莞市东莞市寮步镇西溪村，为东莞市的一个市、县级文物保护单位，类型为古建筑，公布时间为2004年1月8日。
西溪村古建筑群的历史年代为明－清。